# Кірбі (персонаж)
Кірбі (яп. カービィ, англ. Kirby)  — це вигаданий персонаж і головний головний герой серії відеоігор Kirby, що належать Nintendo. Вперше він з'явився у «Kirby's Dream Land» (1992), платформенній грі, для Game Boy. Створений японським дизайнером відеоігор Масахіро Сакурай, з тих пір він з'явився у більш ніж 20 іграх, починаючи від екшн-платформерів до пазлів, перегонів, і навіть пінбол, та був представлений як ігровий персонаж у кожній частині серії Super Smash Bros.. Він також з'являвся у власних аніме та мангах. З 1999 року його озвучує Макіко Омото.
Кірбі добре відомий своєю здатністю поглинати предмети та істот, щоб отримати їхню силу, а також своєю здатністю літати, розширюючи своє тіло. Він використовує ці здібності, щоб рятувати різні землі, включаючи свій рідний світ — планету Попстар, від злих сил і антагоністів, таких як Темна матерія або Кошмар. У цих пригодах він часто перетинається зі своїми суперниками, Королем Дідіді та Мета Лицарем, хоча останнього можна розглядати як героя, залежно від гри. Кірбі був описаний як один із найлегендарніших персонажів відеоігор усіх часів журналом PC World.
Практично в усіх своїх появах Кірбі зображений веселим, невинним і люблячим їжу; проте він стає безстрашним, сміливим і розумним перед обличчям небезпеки.

## Концепт і створення
Кірбі був створений Масахіро Сакураєм як персонаж у грі «Kirby's Dream Land» 1992 року. Дизайн персонажа мав слугувати заповнювачем графіки для початкового героя гри на ранніх етапах розробки, і, таким чином, отримав спрощений вигляд, схожий на кульку. Сакурай перейшов на цей дизайн для остаточного дизайну персонажа, коли завбачив, що він краще підходить, як персонаж. Персонаж був відомий як Popopo (яп. ポポポ) під час розробки, поки ім'я «Кірбі» не було обрано з чернетки списку потенційних імен. Сігеру Міямото заявив, що «Кірбі» було обрано на честь американського адвоката Джона Кірбі, який захищав Nintendo у справі Universal City Studios, Inc. проти Nintendo Co., Ltd. у 1984 році і що ім'я, що звучить гортанно (Kābī), кумедно контрастує з милим зовнішнім виглядом персонажа.

Кірбі виглядає білим у «Kirby's Dream Land» через відтінки сірого палітри системи Game Boy. Сакурай мав на думці, щоб персонаж був рожевим, хоча спочатку Міямото вважав, що персонаж жовтий. Кірбі з'являється білим у північноамериканських рекламних матеріалах та ілюстраціях гри, щоб відобразити зовнішність персонажа в грі.
У Північній Америці Кірбі постійно з'являється в творах мистецтва з більш вражаючим, сміливим виразом, ніж в Японії, де його вираз більш розслаблений. Nintendo стверджує, що готовий до бою зовнішній вигляд приваблює широку аудиторію в Північній Америці.

## Характеристики
Кірбі може отримати властивості ворогів або предметів, які він їсть. Наприклад; вдихнувши ворога, що володіє мечем, Кірбі стає вправним фехтовальником.

### Зовнішній вигляд
Кірбі має рожеве, сферичне тіло з маленькими короткими руками та великими червоними ногами (не туфлі). Його очі мають характерну овальну форму і білі (блиск очей) зверху, чорні в центрі і темно-сині знизу (всі чорні в ранніх іграх) з рожевими рум'янцями біля очей. Його тіло м'яке і гнучке, що дозволяє йому розтягуватися або сплющуватися і приймати різні форми, дуже широко відкривати рот, щоб вдихнути ворогів, або надуватися повітрям і летіти. Його зріст 20 см (близько 8 дюймів).
Кірбі родом із далекої, мирної зірки. Як і його проста зовнішність, він легко зрозумілий персонаж. Вірний своїм інстинктам, Кірбі їсть, коли зголодніє, і спить, як тільки втомиться. Тим не менш, Кірбі залишається грізним суперником для своїх противників. Окрім відмінних навичок літання та ковтання, його здатність копіювати атаки ворога надає йому доступ до широко спектру дій та способностей.
У Kirby: Nightmare in Dream Land, Kirby's Return to Dream Land та Kirby & the Amazing Mirror, різнокольорові Кірбі відображаються як інші гравці в іграх для кількох гравців. А у випадку останнього, вони є результатом розділення Кірбі на чотири частини темним Мета Лицарем.

### Особистість
Кірбі родом із далекої планети Popstar, де він живе у куполоподібному будинку в країні Dream Land. Він позитивно налаштований і часто допомагає врятувати Країну мрій, використовуючи його унікальні сили. Його вік ніколи прямо не вказано,, хоча в англійському посібнику з «Kirby's Dream Land» він згадується як «маленький хлопчик», а в аніме він описується як дитина, а також «веселий хлопець» у Kirby Super Star.
Кірбі веселий і невинний. Його часто зображують з ненажерливим апетитом. Серед інших його захоплень — спів, хоча в нього не дуже виходить.

### Здібності
Основна здатність Кірбі — вдихнути ворогів і предмети та випльовувати їх з неймовірною силою. Його рот і тіло розширюються, щоб дозволити йому вдихнути речі, набагато більші, ніж він сам. Однак є межа того, що він може вдихнути; надмірно великі або важкі вороги, як-от боси можуть протистояти вдиху Кірбі. Проти цих супротивників Кірбі повинен знайти менших персонажів, щоб використовувати їх як боєприпаси, або перехопити атаки свого супротивника і відправити їх назад. У Kirby and the Forgotten Land Кірбі отримує нову здатність: його надзвичайно еластична шкіра дозволяє йому вдихнути великі предмети та набувати їх форми; ця здатність називається «Режим глотки». Під час цього стану Кірбі може контролювати все, що він вдихає, ніби він сам був об'єктом; наприклад, коли Кірбі вдихає автомобіль, він може змусити його їздити, або у випадку електричної лампочки, змусити його вмикатися та вимикатися за бажанням.
Kirby Super Star значно розширив концепцію здібностей копіювання з Kirby's Adventure. Спочатку Кірбі отримав лише один хід від здатності копіювання, який замінив його вдих, але Kirby Super Star представив кілька бойових прийомів для кожної здібності зі своїм власним керуванням. Крім того, хоча в Kirby's Adventure зовнішність Кірбі різко не змінилася, коли у нього була здатність копіювати, окрім того, що його колір змінився на помаранчевий або білосніжний, або він володів зброєю для таких здібностей, як меч або молот. Kirby Super Star надала кожній здібності копіювання власний костюм, наприклад, вогняну корону для Вогняного Кірбі або дискету зелену кепку, яка нагадує Лінкову для Мечника Кірбі. У Kirby's Return to Dream Land Кірбі може використовувати набагато потужніші, хоча й тимчасові версії Copy Abilities, вдихаючи та ковтаючи ворогів особливих видів, оточених різнокольоровою аурою, ці здібності відомі як суперздатності. Одним із прикладів є Великий Молот, який дає Кірбі використання набагато більшої версії молота, наданої звичайною здатністю Молота, яка може створювати ударні хвилі.
У Kirby Super Star Кірбі може пожертвувати своєю поточною здатністю копіювати, щоб створити «Помічника», союзну версію ворога, від якого Кірбі зазвичай отримує цю здатність. Новим помічником може керувати гра або другий гравець. Ця функція ще не була включена в пізніші ігри, хоча вона була включена в ремейк Kirby Super Star, Kirby Super Star Ultra, і мала намір повернутися в скасовану гру GameCube Kirby, в якій Кірбі міг би створити до чотирьох помічників за один раз. У Kirby Star Allies є подібна механіка, коли після удару рожевим серцем, яке впало з неба, Кірбі може створювати маленькі рожеві серця, відомі як Friend Hearts, які дозволяють йому подружитися з ворогом. Це також змушує ворога, що подружився, змінювати кольори, імовірно, щоб допомогти гравцеві відрізнити ворогів від друзів. Максимальна кількість друзів, яку може завести Кірбі, становить близько трьох. Щоб завести ще одного друга, Кірбі доведеться «розлучитися» з одним зі своїх союзників, що змусить його зникнути та додасть замість нього нового союзника.
У Super Smash Bros. Brawl Останній удар Кірбі — це його здатність готувати з Kirby Super Star, яка готує супротивників, предмети тощо. У Super Smash Bros. для Nintendo 3DS і Wii U і Super Smash Bros. Ultimate, Kirby's Final Smash — це атака Ultra Sword.

### Вид
Хоча в серії ігор вид Кірбі ніколи не досліджувався детально, він не є єдиним представником свого роду. Подібних персонажів можна побачити в кінцівці « Kirby's Dream Land» та її рімейку « Spring Breeze» у « Kirby Super Star». Мета Лицар і Галактичний Лицар, обидва дуже схожі на Кірбі без їхніх масок, що натякає, що вони одного виду з Кірбі. Загалом представники цього виду схожі, але іноді мають різний колір шкіри, очей та ніг.
Для них не існує жодного офіційного терміну, крім виду Кірбі. Їх зазвичай називають «Кірбі» і це назва як виду, так і персонажу. Однак ім'я «Кірбі» відноситься лише до одного персонажу. В англійському посібнику до гри Kirby & the Amazing Mirror, термін «Кірбі» використовується в окремих точках, щоб проілюструвати особливість того, що в грі одночасно діють чотири різнокольорові версії Кірбі, хоча в цій ситуації чотири «Кірбі» є чотирма частинами Кірбі, а не чотирма індивідуальними істотами, схожими на Кірбі. Іншим поширеним терміном є «Dream Landers», термін, який використовується в посібнику для гри Kirby's Adventure. Однак цей термін також відноситься до всіх, хто живе в Країні мрій, включаючи таких персонажів, як король Дідіді. Біографія Кірбі в грі Super Smash Bros. Brawlговорить, що Кірбі є жителем Країни мрій. Іноді в офіційних матеріалах використовується термін «puff» або «puffball» через круглу форму Кірбі, хоча це не обов'язково вказує на назву його виду.

## Появи

### Ігри
Основною медіа-формою Кірбі є ігри, оскільки він є зіркою та головним героєм серії, що належить Nintendo, названої на його честь. Більшість ігор «Кірбі» — це платформні ігри, у яких Кірбі бореться з ворогами, розгадує головоломки та кидає виклик босам. Кожна гра зазвичай додає новий поворот або зміни до здібностей Кірбі, які підкреслюють рівні гри, наприклад, поєднання бонусів у «Kirby 64» або суперздатностей у «Return to Dream Land». Більшість ігор передбачає, що Кірбі рятує світ або навіть всесвіт від якоїсь темної, злої сили. Типові ігри про Кірбі мають могутню істоту, як Dark Matter або Nightmare, яка контролює або розбещує другорядного лиходія.
Наразі в серії налічується 35 ігор, першою з яких є «Kirby's Dream Land» у 1992 році, а останньою — «Kirby and the Forgotten Land» у 2022 році. Хоча більшість із них є платформенними іграми, деякі додаткові продукти включали пінбол, бійки, гонки та ігри-головоломки.

### Серія ігор«Super Smash Bros.»
Кірбі з'являється в серії ігор «Super Smash Bros.» як ігровий персонаж, яку також створив Масахіро Сакураї. Він є єдиним представником серії Kirby у Super Smash Bros. та Super Smash Bros. Melee, і був одним із трьох (іншими були Мета Найт і Король Дідіді) станом на Super Smash Bros. Brawl. Він повторює свою роль як ігрового персонажа в Super Smash Bros. for Nintendo 3DS and Wii U та Super Smash Bros. Ultimate, в останньому з яких він грає роль головну роль в сюжетному режимі «Світ світла», в якому він є єдиним, хто переживає різанину Галііма над усіма бійцями.

### Аніме
Кірбі з'являється у власному аніме під назвою 'Kirby: Right Back at Ya!', (яп. 星のカービィ Hoshi no Kābī) в Японії.
Дія аніме-серіалу відбувається у власному всесвіті, незалежному від ігор, і пропонує власний погляд на сеттинг і персонажів, однак творець Кірбі Масахіро Сакураї брав значну участь у його створенні, тому він не відійшов далеко від свого бачення того, яким Кірбі має бути. Аніме містить більш темні теми, такі як війна та смерть, зберігаючи при цьому веселі та сюрреалістичні теми, якими відомі ігри.
В аніме походження та передісторія Кірбі досліджуються набагато глибше, ніж в іграх. Тут Кірбі — легендарний Зоряний Воїн, якому, згідно з легендою, судилося врятувати Поп-зірку від знищення, але він був пробуджений від сну на 200 років занадто рано через помилку й як такий має багато дитячих або дитячих якостей. Через свій вік він все ще вбирає в себе свої сили і ще більше залежить від допомоги своїх друзів, щоб подолати важкі ситуації. Також мається на увазі, що спочатку Кірбі був створінням стародавнього зла сутності під назвою Кошмар, але відмовився виконувати його злі накази та був викинутий у глибину космосу.
Warpstar Кірбі також надається увага, оскільки в іграх це спосіб пересування, але тут Warpstar також є джерелом його сили. Оскільки він занадто молодий, щоб убезпечити себе, Тіфф бере на себе зобов'язання убезпечити Warpstar.
Хоча Сакурай наказав Кірбі не говорити повними реченнями (з посиланням на персонажа, він дозволив йому використовувати невеликий словниковий запас, включаючи крилаті фрази «Пуйо» та назви різних атак та персонажів.
До цього Кірбі також фігурував у короткому навчальному відео, яке було випущено виключно в Японії в 1994 році, призначеному для навчання канджі маленьких дітей. Функція не була анімованою, але містила ілюстрації та була в комплекті з подібним відео з Маріо та Варіо.

### Манга та комікси
Кірбі також з´являвся в кількох мангах, які намалювали понад 20 художників манги. Найдовша серія, «Кірбі зірок: історія Дідіді, який живе в Пупупу», була серіалізована в CoroCoro Comic з 1994 по 2006 рік, яка була зібрана в 25 томів tankōbon, надруковано понад 10 мільйонів примірників. Її продовжили в CoroCoro Aniki у 2017 році. Спочатку Viz Media планувала випустити мангу англійською мовою у вересні 2010 року, але її було відкладено і врешті-решт скасовано.

Пізніше серія була опублікована обраними частинами англійською мовою під назвою Kirby Manga Mania видавництвом Viz Media.

У німецькому журналі Club Nintendo часто розміщувалися комікси з різними персонажами Nintendo, включаючи Кірбі. У своїх коміксах Кірбі переосмислюється як детектив, а король Дідіді — як його напарник. Ці комікси були рекламними для ігор Kirby, які були випущені в Німеччині в той час, включаючи Kirby's Dream Land 2, Kirby's Avalanche і Kirby's Dream Course.

## Сприйняття
З тих пір, як він вперше з'явився в Kirby's Dream Land, Кірбі отримав позитивний відгук. Nintendo Power назвала Кірбі своїм 19-м улюбленим героєм, коментуючи, що він не отримує поваги, на яку заслуговує.
Кірбі посів друге місце в списку 10 найкращих персонажів Super Smash Bros. за версією GameDaily.

Вони також включили його в свою статтю « Pretty in Pink Video Game Characters».
 GamesRadar GamesRadar назвав Кірбі одним з наймиліших створінь, а також описав те, як він перемагає своїх ворогів, як «жах».

Він посів шосте місце в 10 найкращих персонажів-ветеранів Super Smash Bros., описаний як «найрожевіший з усіх коли-небудь створених».

UGO Networks включила Кірбі до свого списку «Наймиліших персонажів відеоігор», заявивши, що «легко потрапити на борт тому, хто може з'їсти що завгодно».

У 2009 році GameSpot вибрала його як одного з персонажів для змагань у своему опитуванні на звання «Найкращого героя ігор за всі часи».

Під час опитування Famitsu 2010 року Кірбі був визнаний читачами 12-м за популярністю персонажем відеоігор.

У Книзі рекордів Гіннеса (Gamer's Edition) 2011 року Кірбі входить до списку 18-го за популярністю персонажа відеоігор.

У 2012 році GamesRadar назвав його 40-м «найпам'ятнішим, найвпливовішим і крутим» героєм в іграх, сказавши: «Якщо ви не думаєте, що рожева крапля може бути жорсткою, то ви явно не бачили Кірбі в дії».

Гевін Джаспер з Den of Geek назвав Кірбі першим серед персонажів Super Smash Bros. Ultimate, заявивши, що «Кірбі — це клей, який тримає Smash разом.»